# ハーモニープロモーション
株式会社ハーモニープロモーション（Harmony Promotion）は東京都港区に本社を置く芸能事務所。

## 事業
主な事業は所属タレント及びハーモニーレコード（同社の音楽コンテンツ部門）所属のインディーズミュージシャンの宣伝、マネージメント。また、提携をする芸能プロダクションおよびタレントのマネージメントを受け持つ。

## 経歴
1999年4月1日、アップフロントエージェンシー（現在のアップフロントプロモーション。以下UFP）他の出資により芸能事務所ハーモニープロモーションを設立した。
2004年4月16日、和田薫がハーモニープロモーションのUFP出資分の株式を買い取り資本関係は消滅し、アップフロントグループから独立したが、現在も株式会社アップフロントグループを関連会社としている（和田薫 (芸能事務所社長)を参照のこと）。

## 所属
- 安めぐみ
- グローバー
- 神山みれい
- もも

### 業務提携
- 優木まおみ（FIRST AGENT）
- 橋本マナミ（アービング）
- 滑川康男/KangNam
- 永田杏奈
- ほのか（アイ・エヌ・ジー）
- 髙橋真帆(アービング)

### かつて所属していたタレント・アーティスト・グループ
- より子（ワタナベエンターテインメント)
- ソニン（NASAエンターテインメント）
- ユウキ
- KEN
- まさごろ
- 安藤幸代
- 千野志麻
- 政井マヤ
- 溝口真央（バーニングプロダクション）
- 安藤成子（K-point）
- 大沢あかね（テンカラット）
- 松井絵里奈
- 平子理沙
- 松嶋初音
- THETA
- 柏木美里（K-point）
- 桝田沙也香
- 中山明日実（生島企画室）
- チェルシーリナ（ロングファイン)
- 滝沢結貴
- 小崎陽一
- 竹内渉（アービング）
- 朝比奈彩（FIRST AGENT）
- 渡邊渚（生島企画室）
- 丸田佳奈（スクロール）
- グローバー